# Şaja Batyrow
Şaja Batyrowiç Batyrow (ur. 3 października 1908 w miejscowości Deşt w obwodzie zakaspijskim, zm. 14 października 1965 w Aszchabadzie) – radziecki i turkmeński polityk, przewodniczący Rady Najwyższej Turkmeńskiej SRR w latach 1947-1948, I sekretarz KC Komunistycznej Partii (bolszewików) Turkmenistanu w latach 1947-1951.
Od 1930 w WKP(b), 1934 skończył Państwowy Instytut Pedagogiczny w Aszchabadzie, na którym do 1936 był wykładowcą, 1936-1937 redaktor gazety "Bor'ba za gramotnost'", a 1937-1939 "Sowet Türkmenistany", 1938 i ponownie 1939-1940 dyrektor Instytutu Języka i Literatury Turkmeńskiego Oddziału Akademii Nauk ZSRR, 1939 pracownik ludowego komisariatu oświaty Turkmeńskiej SRR, 1940-1942 naczelnik wydziału ds. dzieł sztuki przy Radzie Komisarzy Ludowych Turkmeńskiej SRR, 1942-1946 sekretarz KC Komunistycznej Partii (bolszewików) Turkmenistanu ds. propagandy i agitacji, 1946-1947 II sekretarz KC KP(b)T. Od marca 1947 do 4 marca 1948 przewodniczący Rady Najwyższej Turkmeńskiej SRR. 1954-1959 dyrektor i kierownik katedry historii KPZR w Turkmeńskim Państwowym Instytucie Pedagogicznym im. Lenina, od 5 czerwca 1959 do śmierci prezes Akademii Nauk Turkmeńskiej SRR.

## Odznaczenia
- Order Lenina (dwukrotnie)
- Order Czerwonego Sztandaru Pracy
- Order Wojny Ojczyźnianej I klasy
- Order „Znak Honoru”